# Happy 40th Anniversary!! Seiko Matsuda Concert Tour 2020〜2021 "Singles & Very Best Songs Collection!"
『Happy 40th Anniversary!! Seiko Matsuda Concert Tour 2020〜2021 "Singles & Very Best Songs Collection!"』（ハッピー・フォーティース・アニヴァーサリー・セイコ・マツダ・コンサート・ツアー・トゥエンティ・トゥエンティ・トゥエンティ・ファースト・シングルズ・アンド・ベリーベスト・ソングス・コレクション）は、松田聖子のライブ・ビデオ。2021年11月24日発売。発売元はEMI Records。

## 解説
松田が2020年にデビュー40周年を迎えたことを記念して2021年に全国7都市・13公演にわたり開催されたコンサートツアーから2021年6月5日に行われたさいたまスーパーアリーナ初日公演の模様を収録したBlu-ray Disc及びDVD。初回限定盤は52ページのフォトブック封入。DVD・Blu-ray Disc共に、初回限定盤と通常盤の2形態、合計4形態で発売。

## パッケージ仕様
| フォーマット | バージョン | フォトブック | 規格品番   |
| ------------ | ---------- | ------------ | ---------- |
| Blu-ray      | 初回限定盤 | 有り         | UPXH-29053 |
| DVD          | 初回限定盤 | 有り         | UPBH-29094 |
| Blu-ray      | 通常盤     | 無し         | UPXH-20109 |
| DVD          | 通常盤     | 無し         | UPBH-20282 |

## 収録曲
1. It's Style '95
「Seiko Matsuda Concert Tour 2009 "My Precious Songs"」以来、12年ぶりの演奏
2. It's Style
「Seiko Matsuda Concert Tour It's Style '95」以来、26年ぶりの演奏
3. Wanna know how
「It's Style '95」同様、12年ぶりの演奏
4. 時間の国のアリス 〜Alice in the world of time〜
5. 渚のバルコニー
6. 秘密の花園
7. ピンクのモーツァルト
8. 瑠璃色の地球 2020
9. ピーチシャーベット
16曲目までアコースティック・コーナー
10. 愛の神話
ライブ初披露
11. 雨のリゾート
12. 小さなラブソング
1983年のツアー「アン・ドゥ・トロワ」以来、38年ぶりの演奏
13. 螢の草原
14. 続・赤いスイートピー
2012年のライブ「Seiko Ballad」以来、9年ぶりの演奏
15. SWEET MEMORIES〜甘い記憶〜
16. 赤いスイートピー
17. 青い珊瑚礁〜Blue Lagoon〜
18. 裸足の季節
24曲目までメドレー
19. 風は秋色
20. ハートのイアリング
21. P・R・E・S・E・N・T
「Seiko Matsuda COUNT DOWN LIVE PARTY 2010-2011」以来、11年ぶりの演奏
22. 天国のキッス
23. チェリーブラッサム
24. 夏の扉
25. SQUALL（ENCORE）
26. 40th Party（ENCORE）
27. 20th Party（ENCORE）